# Kapu

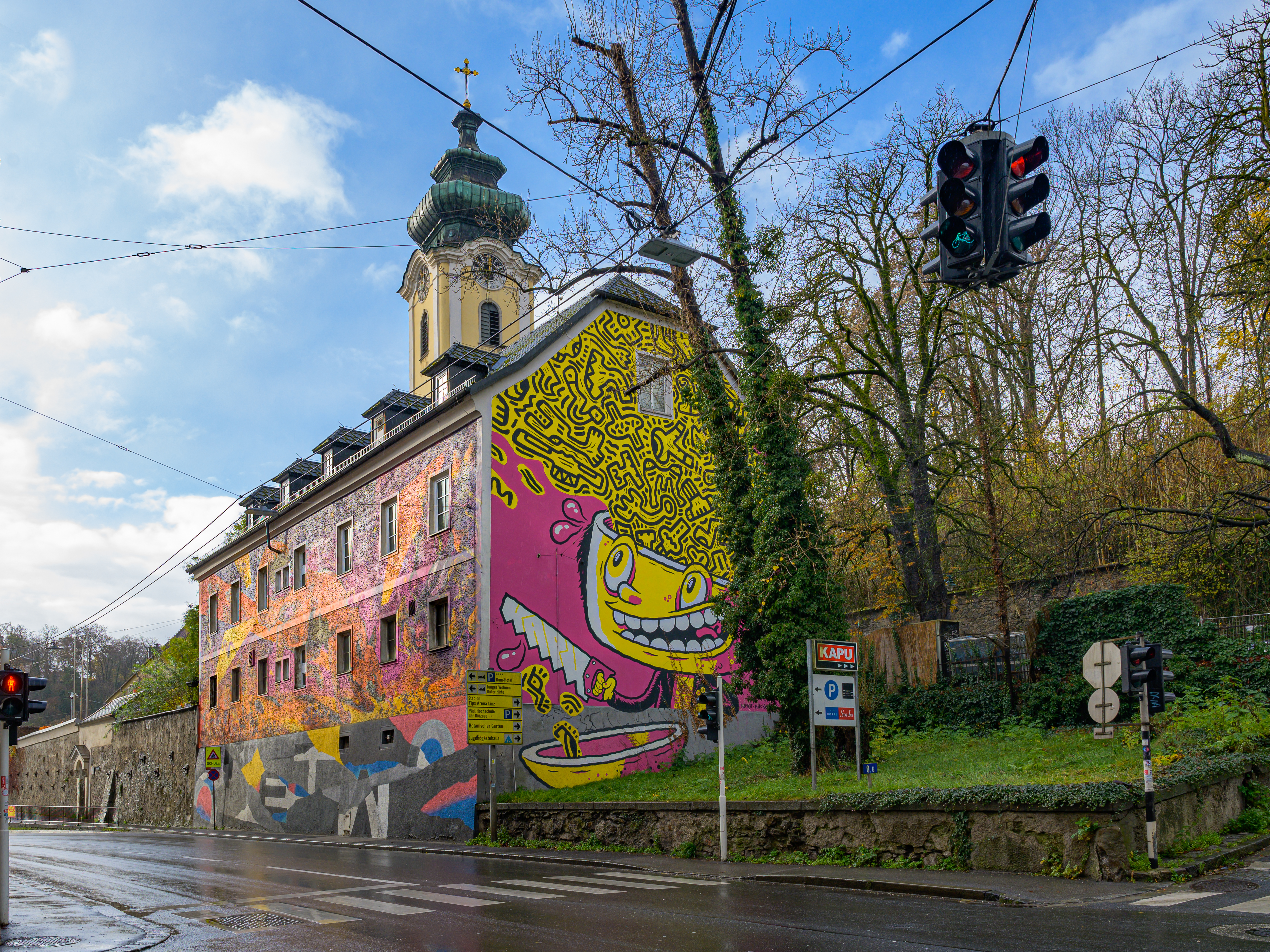
Außenansicht

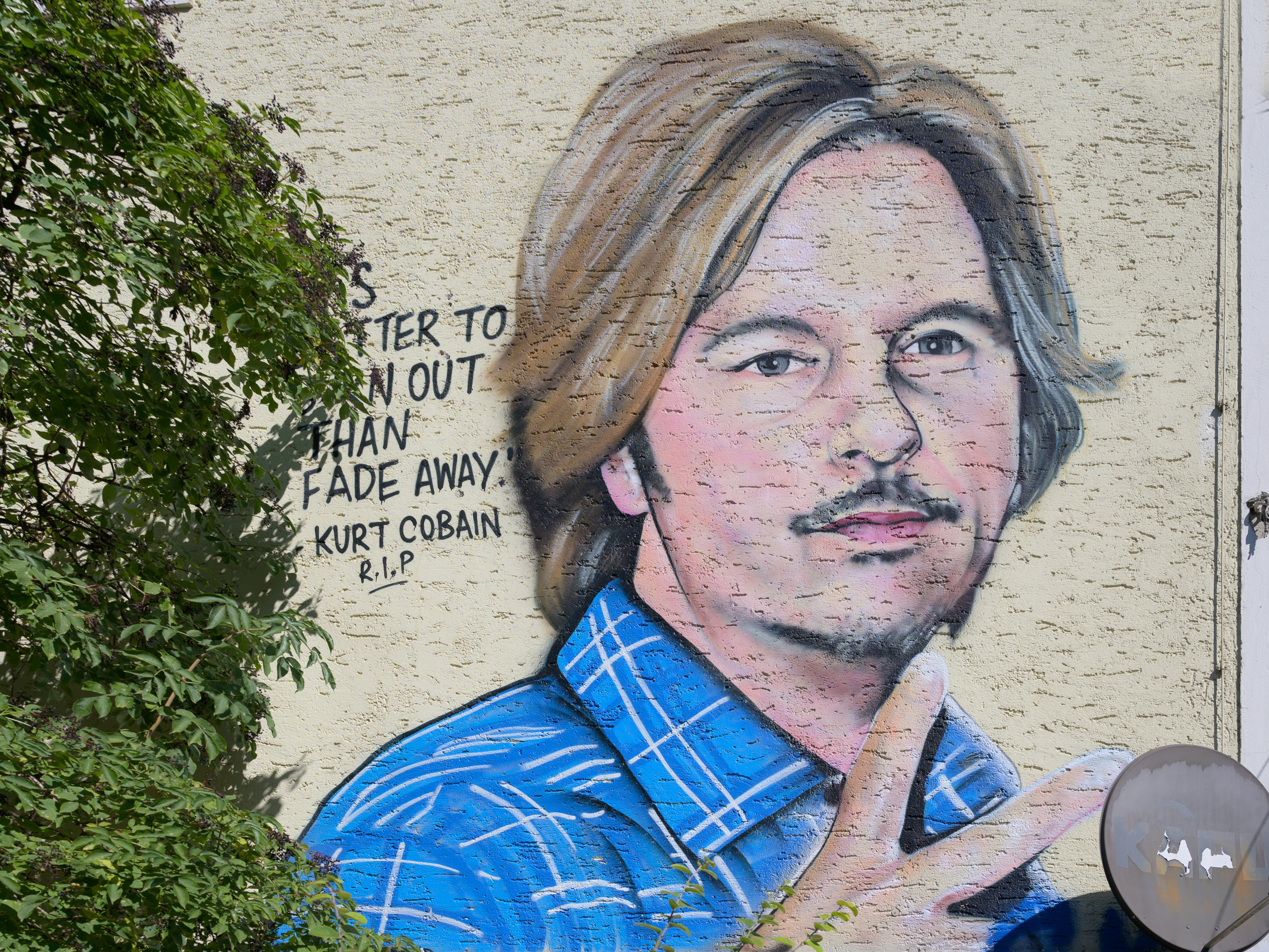
Mural von Lush Sux

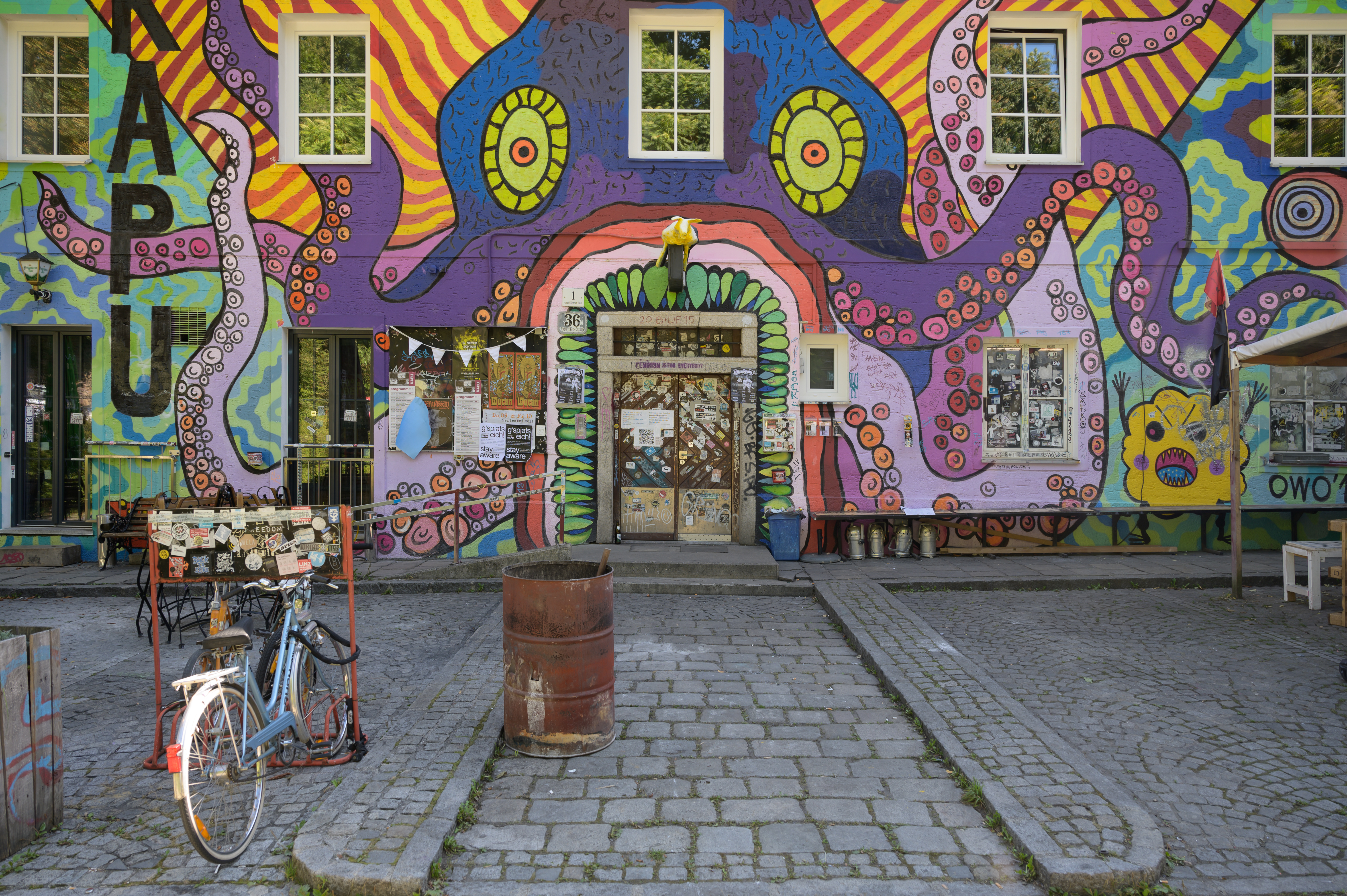
Eingang

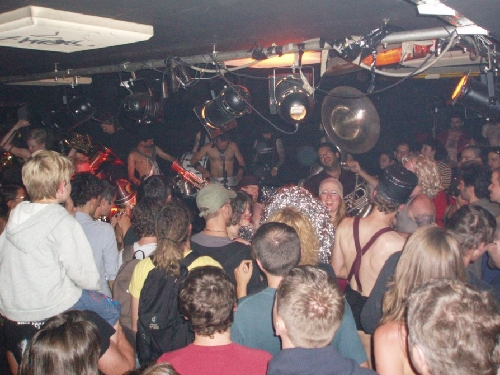
KAPU-Konzertraum

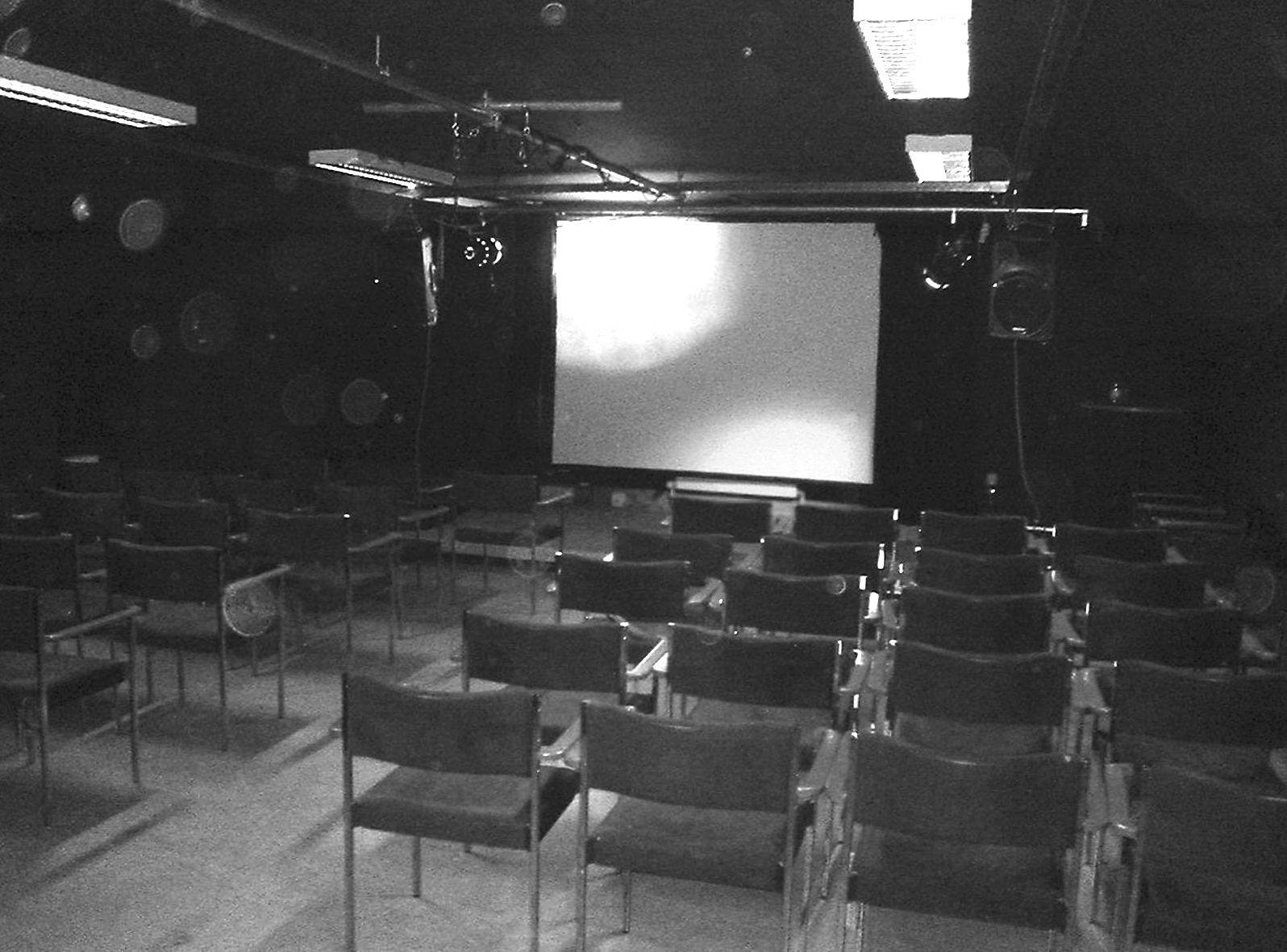
KAPU-Kinosaal

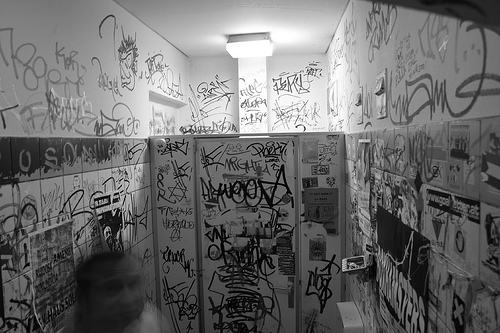
KAPU-Toilette

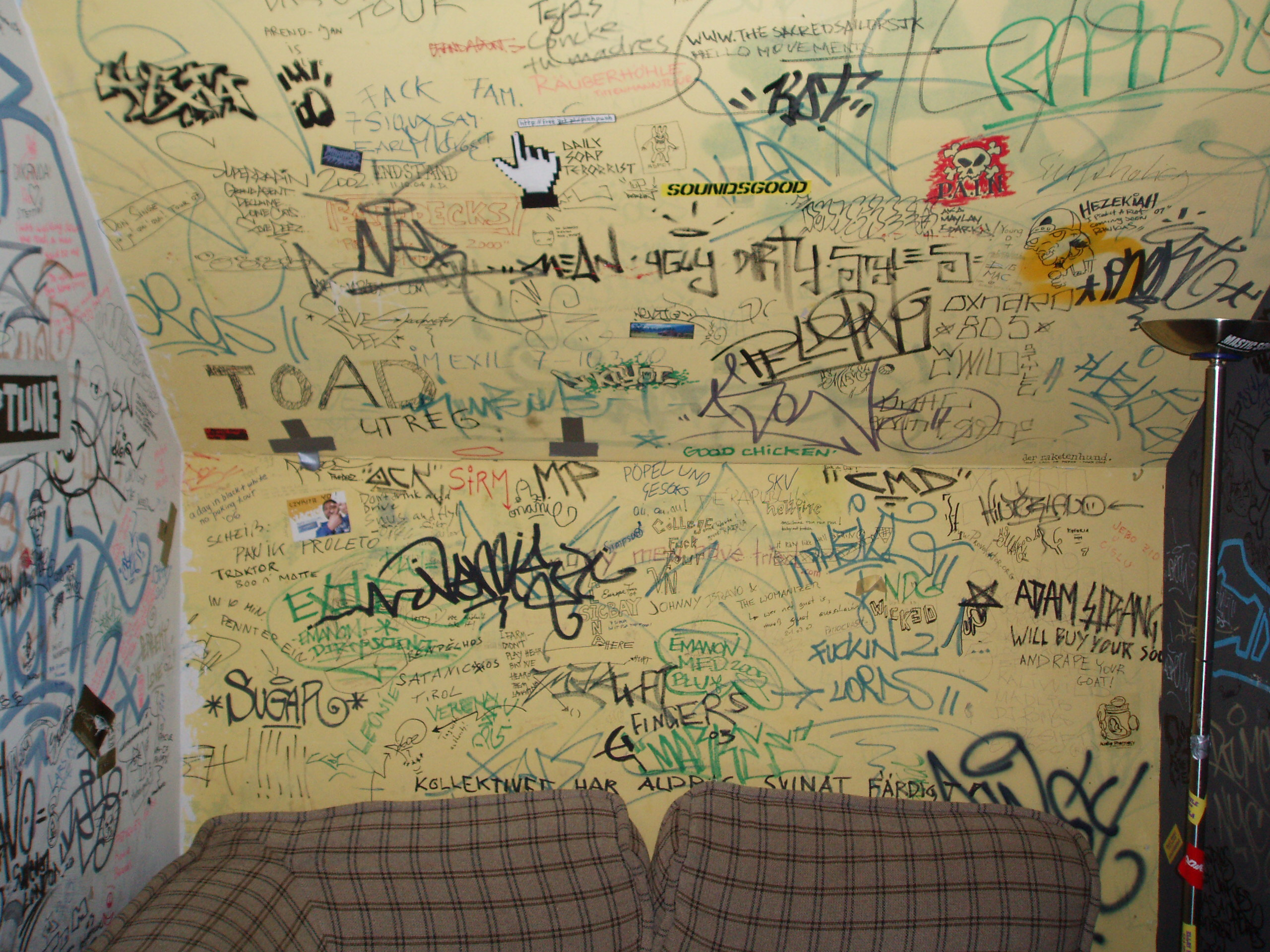
KAPU-Innenraum

Die Kapu (gegründet 1985) ist ein unabhängiges Kulturzentrum in Linz. Sie versteht sich als Zentrum der alternativen Jugendkultur der Region und hält regelmäßig Veranstaltungen ab, vorwiegend Hip-Hop-, Rock- und Punkkonzerte mit lokalen und internationalen Bands.
Die Kapu als Veranstaltungsort und soziales Zentrum verfügt bei vielen Jugendlichen und Musik-Fans der Region über einen hohen Stellenwert und erfüllt im Kontext der Urbanität für ihre Klientel besondere Funktionen: neben dem Anbieten von kulturellen Veranstaltungen fungiert die Kapu als soziale Schnittstelle und Austauschplatz für Teile der lokalen Künstlerszene („Freie Szene Linz“). Neben der Stadtwerkstatt und Time’s Up verfügt die Kapu als eine der wenigen Organisationen der Freien Szene Linz über eine größere Infrastruktur, die auch Einzelkünstlern als Basis für ihre Arbeit dient.

## Geschichte
Die Kapu wurde 1985 gegründet. Der Name leitet sich von der Adresse Kapuzinerstraße 36 ab. Seit den späten 1980ern wird der Name gelegentlich auch als Abkürzung für „Kultur-Arbeit-Politik-Unterhaltung“ verstanden. 2006 zählten ihre Veranstaltungen mehr als 11.000 Besucher.
Unter den aufgetretenen Künstlern sind unter anderem, Attwenger, NOFX, Le Tigre, Bikini Kill, Texta, Fugazi, Blumentopf und Slum Village. Die Grunge-Band Nirvana gab hier am 20. November 1989 ihr erstes von nur fünf Österreich-Konzerten.

## Das Gebäude
Das Haus, in dem sich heute die KAPU befindet, wurde 1788 als Schulgebäude errichtet, in dem bis zu 550 Kinder Platz finden mussten. Nach Auflassung der Kapuzinerschule 1871 nutzte die k.k. Landwehr das Gebäude als Kaserne, nach Ende des Ersten Weltkriegs waren eine Suppenanstalt und eine Handarbeitsschule darin untergebracht. 1926 übergab die Stadt Linz die Kapuzinerstraße 36 an die Sozialdemokratische Arbeiterpartei. 1934, im Gefolge des Bürgerkriegs, wurde diese verboten und das Haus der Pfarre St. Matthias für ihre Jugendaktivitäten überlassen. Nachdem 1938 auch die katholischen Jugendorganisationen verboten wurden, folgte die Hitlerjugend, die das Gebäude bis 1945 okkupiert hatte. Nach Kriegsende ging das Haus wieder an die Sozialistische Jugend, die es ab 1984 teilweise der KAPU überließ und 1999 das gesamte Haus der KAPU übergab.

## Aktivitäten
Die KAPU versteht sich selbst als kulturelles Zentrum für internationale zeitgenössische und subkulturelle Musik, vor allem Hip-Hop, Noiserock, Rockmusik, Punk/Hardcore und andere. Zusätzlich veranstaltet die KAPU Kinoabende, Lesungen, Ausstellungen und Workshops.
Die Kapu ist zudem einer der Austragungsstätte des jährlichen internationalen Crossing Europe Filmfestivals und Mitveranstalterin des jährlichen Open Air Ottensheims, einem alternativen Musikfestival für etwa 3000 Besucher.

## Struktur und Organisation
KAPU ist ein eingetragener Kulturverein (Gründung 1984, Vereinsregisternummer 290607373). Die KAPU verfügt über eine selbstverwaltete Organisationsstruktur, eine wöchentlich stattfindende Sitzung der sogenannten Betriebsgruppe trifft anstehende Entscheidungen; die KAPU finanziert sich teilweise über Subventionen der öffentlichen Hand, teilweise selbst über Veranstaltungserlöse. Wichtigstes Medium der KAPU ist das „KAPU-Zine“, eine fünfmal jährlich in einer Auflage von 3000 Stück erscheinende Programmzeitschrift. Neben einer Homepage und einer öffentlichen Mailingliste betreibt die KAPU auch eine Radiosendung bei einem lokalen Freien Radio, dem Freien Radio Oberösterreich (FRO).